# Irena Švirlochová
Irena Švirlochová (* 13. dubna 1954) byla slovenská a československá politička Komunistické strany Slovenska a poslankyně Sněmovny lidu Federálního shromáždění za normalizace.

## Biografie
K roku 1986 se profesně uvádí jako tkadlena. Ve volbách roku 1986 zasedla za KSS do Sněmovny lidu (volební obvod č. 190 - Kežmarok, Východoslovenský kraj). Ve Federálním shromáždění setrvala ledna 1990, kdy rezignovala na mandát v rámci procesu kooptací do Federálního shromáždění po sametové revoluci.